# Lexhy
Lexhy est un hameau d'Horion-Hozémont, une section de la commune belge de Grâce-Hollogne .

## Historique
À l'origine, Lexhy est le siège d'une seigneurie qui englobe également les villages de Rouvroy et Fontaine. Cette seigneurie, initialement rattachée à la principauté de Liège, est vendue par le prince-évêque en 1332 au chapitre Saint-Lambert de Liège. En 1492, le manoir est de nouveau vendu et, au fil des siècles, elle changea de mains à de nombreuses reprises, passant par vente ou héritage à diverses familles nobles.
Au XIVe siècle, le châtelain d'Hozémont possède un château à Rouvroy. Ses descendants, fiers de leur lignée et de leur statut privilégié, portèrent le titre honorifique de "Seigneur de Rouveroy" jusqu'en 1486
À Lexhy comme à Rouveroy, le château dispose d'une chapelle. En 1533, on parlait d'une chapelle dédiée à Saint-Paul à Fontaine.

## Patrimoine
- Château de Lexhy
- Chapelle de Lexhy
- Ferme du château de Lexhy
- Château de Fontaine (Lexhy)

## Environnement
Lexhy est située sur le plateau hesbignon, à une altitude d'environ 180 mètres. A noter le Rond-Point de Blanckart-Surlet, situé à proximité du château, où convergent six routes, ainsi qu'un chemin d'accès au château. Le château est entouré d'un vaste parc et de forêts.